# رود چاپایفکا
رود چاپایفکا (انگلیسی: Chapayevka) یک رودخانه در استان سامارای کشور روسیه است.